# ナリーニョ県
ナリーニョ県（ナリーニョけん、スペイン語: Departamento de Nariño、スペイン語発音: [naˈɾiɲo]）は、コロンビアの県。ヌエバ・グラナダ副王領を独立へと導いたアントニオ・ナリーニョにちなみ命名された。西に太平洋を臨み、南でエクアドルと接する。
主要都市には県都サンフアン・デ・パストのほか、トゥマコとイピアレスが挙げられる。

## 隣接する県
- カウカ県
- プトゥマヨ県
- スクンビオス県
- カルチ県
- エスメラルダス県

## 下位行政区
県は下記の64市から成る（アルファベット順）。
1. アルバン市 (Albán)
2. アルダーナ市 (Aldana)
3. アンクヤ市 (Ancuya)
4. アルボレーダ市 (Arboleda)
5. バルバコアス市 (Barbacoas)
6. ベレン市 (Belén)
7. ブエサコ市 (Buesaco)
8. チャチャグイ市 (Chachagüí)
9. コロン市 (Colón)
10. コンサカ市 (Consaca)
11. コンタデーロ市 (Contadero)
12. コルドバ市 (Córdoba)
13. クアスプード市 (Cuaspud)
14. クンバル市 (Cumbal)
15. クンビターラ市 (Cumbitara)
16. エル・チャルコ市 (El Charco)
17. エル・ペニョール市 (El Peñol)
18. エル・ロサリオ市 (El Rosario)
19. エル・タブロン市 (El Tablón)
20. エル・タンボ市 (El Tambo)
21. フランシスコ・ピサロ市 (Francisco Pizarro)
22. フネス市 (Funes)
23. グアチュカル市 (Guachucal)
24. グアイタリージャ市 (Guaitarilla)
25. グアルマタン市 (Gualmatán)
26. イレス市 (Iles)
27. イムエス市 (Imues)
28. イピアレス市 (Ipiales)
29. ラ・クルス市 (La Cruz)
30. ラ・フロリダ市 (La Florida)
31. ラ・ジャナダ市 (La Llanada)
32. ラ・トラ市 (La Tola)
33. ラ・ウニオン市 (La Unión)
34. レイバ市 (Leiva)
35. リナーレス市 (Linares)
36. ロス・アンデス市 (Los Andes)
37. マギ市 (Magui)
38. マジャマ市 (Mallama)
39. モスケーラ市 (Mosquera)
40. ナリーニョ市 (Nariño)
41. オラヤ・エレーラ市 (Olaya Herrera)
42. オスピナ市 (Ospina)
43. サンフアン・デ・パスト市 (Pasto) - 県都
44. ポリカルパ市 (Policarpa)
45. ポトシ市 (Potosí)
46. プロビデンシア市 (Providencia)
47. プエレス市 (Puerres)
48. プピアレス市 (Pupiales)
49. リカウルテ市 (Ricaurte)
50. ロベルト・パヤン市 (Roberto Payán)
51. サマニエゴ市 (Samaniego)
52. サン・ベルナルド市 (San Bernardo)
53. サンドーナ市 (Sandona)
54. サン・ロレンソ市 (San Lorenzo)
55. サン・パブロ市 (San Pablo)
56. サン・ペドロ・デ・カルタゴ市 (San Pedro de Cartago)
57. サンタ・バルバラ市 (Santa Barbara)

県の地図。赤点は各市の市庁所在地を示す

58. サンタクルス市 (Santacruz)
59. サプエス市 (Sapuyes)
60. タミナンゴ市 (Taminango)
61. タングア市 (Tangua)
62. トゥマコ市 (Tumaco)
63. トゥケーレス市 (Tuquerres)
64. ヤクアンケール市 (Yacuanquer)